# Bertinoro
Bertinoro és una ciutat d'Itàlia a la regió d'Emília-Romanya, província de Forlì-Cesena, situada entre Cesena i Forlì (a 16 km de Forlì, i entre ambdues ciutats la de Forlimpopoli) amb uns 10.000 habitants. Les seves fraccions són: Polenta, Collinello, Fratta Terme i Santa Maria Nuova.
Sembla que Bertinoro va sorgir de la unió dels habitants de Forum Truentinorum i algun altre lloc que es van refugiar en aquesta posició segura davant les invasions dels bàrbars el segle IV o V. El lloc on es van refugiar era una fortalesa al mont Cesubeus, que es va dir Castrum Cesubeum. El nom de Castrum Brittinori li va donar Otó III que el va erigir en comtat imperial. La llegenda més popular sobre el nom l'atribueix a Gala Placídia, germana de l'emperador Teodosi el gran, que per lloar el vi de la terra va dir que era tant bo que no era digne de veure's en una copa rústica sinó de veure's en or (en italià "berti in oro"). Aldruda Frangipani fou comtessa de Bertinoro, i va enviar ajuda a Ancona, assetjada el 1172 per l'arquebisbe de Magúncia. Frederic I Barba-roja, després de la batalla de Legnano, va demanar de romandre en control de la ciutat per 15 anys per raó de la seva situació estratègica i fortificada, i el Papa li va concedir; a partir del segle xiii fou lloc disputat entre Cesena, Forlì i Rímini, fins que fou annexionat als Estats Pontificis.
El 1360 es va traslladar a la ciutat els bisbat que abans era a Forlimpopoli. El 1377 el bisbe Robert fou succeït per Teobald, al qui el Papa va donar l'autoritat civil sobre la ciutat de Bertinoro i sobre Cesena, i va lluitar contra l'antipapa Climent VII al que va fer presoner. Bertinoro fou arrabassada als Ordelaffi i entregada (1394) a Andreu Malatesta, vicari pontifici de Cesena. El bisbe Ventura degli Abati fou molt apreciat del Papa Martí V pels seus coneixements i la seva pietat. El bisbe Tommaso Caselli, un dominic (1544), fou un reputat teòleg, i el bisbe Gianandrea Caligari (1580), que havia estat nunci a Polònia, fou el restaurador de la Catedral de Santa Caterina (1588). El bisbe Giovanni della Robbia (1624), també dominic, va establir a la veïna Forlimpopoli l'Accademia degli Infiammati.
El 1797 ocupada per França, va passar a la República Cispadana, després als austríacs, va tornar a la Cispadana, a la República Cisalpina, a la República d'Itàlia, al regne napoleònic d'Itàlia i als austríacs altre cop el 1814 (ocupació militar), fins que el Congrés de Viena la va reconèixer com a part dels Estats Pontificis. En aquestos anys de dominació francesa, la diòcesi fou suprimida el 1803 per Pius VII sota pressió de França, però després del retorn a sobirania pontifícia, fou restablerta el 1817. El 1824 la diòcesi fou unida a Sarsina i va romandre unida fins al 1859. El 1860 la ciutat, com les altres del Papa, van passar a Itàlia.